# Nini-Alexandru Pascalini
Nini-Alexandru Pascalini (n.  ?) este un deputat român, ales în 2024 din partea SOS. 